# Нехоричи (община Пале)
Нехоричи (на сръбски: Нехорићи) е село в Босна и Херцеговина, разположено в община Пале, в ентитета на Република Сръбска. Населението му според преброяването през 2013 г. е 114 души, от тях: 114 (100 %) сърби.

## Население
Численост на населението според преброяванията през годините:
- 1961 – 224 души
- 1971 – 277 души
- 1981 – 201 души
- 1991 – 145 души
- 2013 – 114 души